# Rodger Corser
Rodger Corser (Victoria; 28 de febrero de 1973) es un actor australiano, más conocido por haber interpretado al detective sargento mayor Steve Owen en la serie criminal Underbelly y al sargento mayor Lawson Blake en la serie Rush.

## Biografía
En 1996 Rodger se graduó de la Deakin University en Melbourne con una licenciatura en Media Studies. Corser disfruta tocar la guitarra, nadar, boxear y jugar cricket. Antes de convertirse en actor, a principios de 1990 fue vocalista en una banda llamada "Tender Prey". 
Rodger salía con la cantante Christine Anu, cuando dio a luz a su hija Zipporah "Zippy" Mary Corser el 3 de agosto de 2002, Rodger y Christine ya no estaban juntos.
Desde 2005 comenzó a salir con la actriz Renae Berry y el 26 de octubre de 2007 se casaron. Renae ha aparecido en las series Last Man Standing y Rush. Rodger es el padrastro de las dos hijas de Berry.
Después de que Berry luchara y venciera el cáncer, en Navidad del 2009 la pareja dio a conocer que están esperando a su primer hijo juntos.
El 18 de agosto de 2010 dieron la bienvenida a su primer hijo juntos, Budd Kenile Frederick Corser. En febrero de 2012 la pareja le dio la bienvenida a su segunda hija, Cilla June Corser.

## Carrera
Rodger ha aparecido en series de televisión, también ha aparecido en varios comerciales, entre sus participaciones en los comerciales se encuentran para los fabricantes de automóviles Hyundai.
Su primer papel lo obtuvo cuando se unió a la versión australiana del musical Rent en 1998, donde dio vida a Rodger Davis un músico que tiene VIH positivo. En 2000 interpretó su primer personaje en televisión en la serie BeastMaster.
Desde 2001 hasta 2004 interpretó a Peter Johnson, en la aclamada serie australiana Mcleod's Daughters, Peter fue el interés romántico de Claire Mcleod (Lisa Chappell) con quien tiene una hija hasta que se entera de que está casado. En 2003 participó en la serie Stingers, donde dio vida al detective mayor de policía Karl De Groot en los episodios : "Twilight" y "The Thin Blue Line". En 2004 apareció en cuatro episodios de la exitosa serie australiana Water Rats donde interpretó al Detective George Newhouse, en el episodio "Bureaucracy Rules, OK?" compartió créditos con Doris Younane.  
De 2005 a 2007 apareció en las series Last Man Standing donde interpretó al fotógrafo Adam Logan y trabajó con los actores Matt Passmore y Fletcher Humphrys. También apareció como invitado en la serie norteamericana The Starter Wife, donde dio vida a Larry Hamill, y apareció en la película hecha para la televisión Let Me Not. 
De 2006 a 2008 interpretó al doctor Hugh Sullivan en la exitosa serie australiana Home and Away. Hugh tuvo una aventura con Rachel Armstrong (Amy Mathews). 
En 2008 se unió a la serie Underbelly donde dio vida al detective sargento superior Steve Owen, un destacado miembro del Task Force Purana. La serie se basó en las guerras entre las pandillas de Melbourne.
En 2009 aparece en la serie policíaca Rush donde interpretó al sargento, jefe del equipo y negociador principal Lawson Blake hasta el final de la serie en 2011; en la serie trabajó junto a los actores junto a Jolene Anderson y Callan Mulvey.
En 2010 se unió al elenco principal de la serie dramática Spirited, donde interpretó a Steve Darling, el esposo de más de quince años de la dentista Suzy Darling (Claudia Karvan).
En 2012 se unió a la nueva serie Puberty Blues, donde interpreta a Ferris Hennessey, hasta ahora.
En 2013 se unió al elenco de la nueva serie de la NBC Camp, donde interpretó a Roger Shepherd, el arrogante y sexy director del campamento llamado "Ridgefield", hasta la cancelación de la serie ese mismo año después de terminar su primera temporada. Ese mismo año apareció en la miniserie Paper Giants: The Magazine Wars, donde dio vida a Harry M. Miller.
Ese mismo año se anunció que Rodger se había unido al elenco principal de la nueva serie Party Tricks, donde interpretó a David McLeod, una personalidad de la televisión y la radio.

## Filmografía

### Series de televisión
| Año             | Título                          | Personaje                        | Notas                            |
| --------------- | ------------------------------- | -------------------------------- | -------------------------------- |
| 2016 - presente | Doctor Doctor                   | Dr. Hugh Knight                  | 21 episodios                     |
| 2015 - 2019     | Glitch                          | John Doe/William Blackburn       | 18 episodios                     |
| 2016            | The Doctor Blake Mysteries      | Frank Carlyle                    | 7 episodios                      |
| 2012 - 2014     | Puberty Blues                   | Ferris Hennessey                 | 15 episodios                     |
| 2015            | The Beautiful Lie               | Alexander "Xander" Ivin          | 6 episodios - miniserie          |
| 2014            | Party Tricks                    | David McLeod                     | 6 episodios                      |
| 2015            | Miss Fisher's Murder Mysteries  | Cpt. Lyle Compton                | episodio "Murder and the Maiden" |
| 2013            | Camp                            | Roger Shepherd                   | 10 episodios                     |
| 2013            | Paper Giants: The Magazine Wars | Harry M. Miller                  | 2 episodios - miniserie          |
| 2008 - 2011     | Rush                            | Sargento Lawson Blake            | 70 episodios                     |
| 2010 - 2011     | Spirited                        | Steve Darling                    | 18 episodios                     |
| 2008            | Underbelly                      | Detective Sargento Steve Owen    | 13 episodios                     |
| 2007            | The Starter Wife                | Larry Hamill                     | 2 episodios                      |
| 2006 - 2007     | Home and Away                   | Dr. Hugh Sullivan                | 28 episodios                     |
| 2005            | Last Man Standing               | Adam Logan                       | 22 episodios                     |
| 2001 - 2004     | Mcleod's Daughters              | Peter Johnson                    | 19 episodios                     |
| 2003 - 2004     | Stingers                        | Detective Sargento Karl De Groot | 2 episodios                      |
| 2001            | Water Rats                      | Detective George Newhouse        | 4 episodios                      |
| 2000            | BeastMaster                     | Sararmago                        | episodio "Riddle of the Nymph"   |

### Películas
| Año  | Título         | Personaje           | Notas                                                                              |
| ---- | -------------- | ------------------- | ---------------------------------------------------------------------------------- |
| 2014 | Love is Now    | Oficial Richards    | junto a Dustin Clare, Eamon Farren, Claire van der Boom, Anna Torv y Chris Haywood |
| 2011 | The Cup        | Jason McCartney     | junto a Jodi Gordon, Daniel MacPherson, Brendan Gleeson y Shaun Micallef           |
| 2009 | Before Sundown | Padre               | corto - junto a Ed Keane                                                           |
| 2007 | Let Me Not     | Alex, el Arquitecto | junto a Andy McPhee, Charlotte Rees y Sophie Katinis                               |

### Narrador
| Año  | Serie        |
| ---- | ------------ |
| 2009 | The Recruits |

- Teatro

| Año  | Obra                        | Personaje           | Director (a)    | Teatro            | Notas                                                                   |
| ---- | --------------------------- | ------------------- | --------------- | ----------------- | ----------------------------------------------------------------------- |
| 2009 | Secret Bridesmaids Business | Invitado de la Boda | Sioban Tuke     | Playhouse Theatre | junto a Jacki Weaver, Helen Christinson, Marcus Graham y Samuel Johnson |
| 2006 | Below                       | John                | Tim Major       | Ground Up Theatre | junto a Andrew Bibby y Lotte St Clair                                   |
| 2005 | Leader of the Pack          | Jeff Barry          | Glenn T         | -                 | junto a Amanda Harrison y John Paul Young                               |
| 2004 | Suitcase                    | -                   | Geoff Crowhurst | -                 | junto a Ross Burford, Abi Tucker y Sean Peter                           |
| 2002 | Everything’s F**ked         | -                   | Sean Peter      | -                 | junto a Abi Tucker, Andre Eikmeyer y Abbie Cardwell                     |
| 1999 | Rent                        | Roger Davis         | Michael Greif   | Comedy Theatre    | junto a Justin Smith, Christine Anu y Natalie Bassingthwaighte          |

## Premios y nominaciones
| Año  | Categoría                                   | Premio           | Serie/Obra    | Resultado |
| ---- | ------------------------------------------- | ---------------- | ------------- | --------- |
| 2018 | Best Personality on Australian Television   | Logie Award      | Doctor Doctor | Nominado  |
| 2018 | Most Popular Actor                          | Logie Award      | Doctor Doctor | Nominado  |
| 2018 | Most Outstanding Actor                      | Logie Award      | Doctor Doctor | Nominado  |
| 2011 | Most Outstanding Performer by a Male Talent | ASTRA Award      | Spirited      | Nominado  |
| 2010 | Favourite Male                              | TV Tonight Award | -             | Nominado  |